# Нелетичи

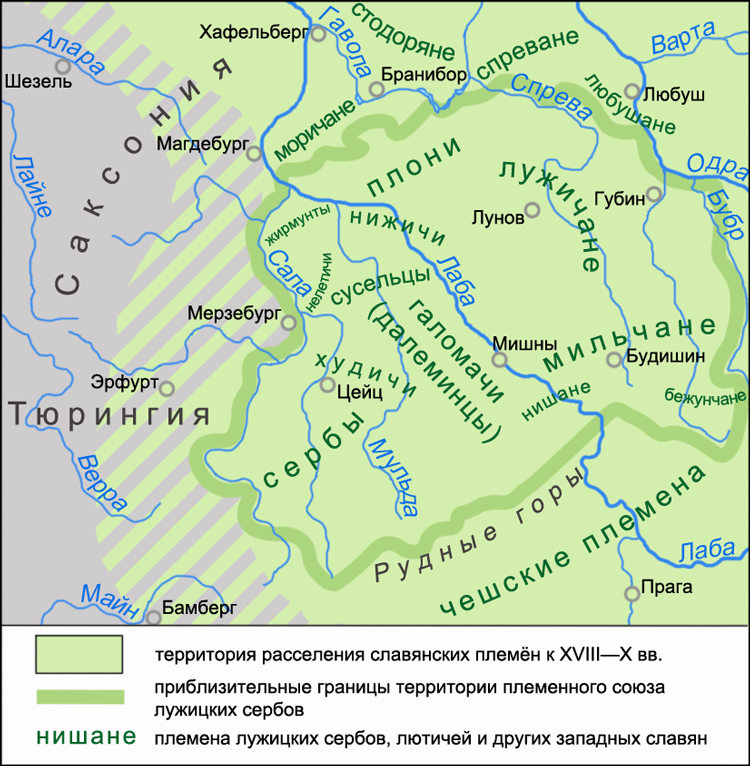
Племя нелетичей на карте размещения лужицкосербских племён в VIII—X вв.

Не́летичи (пол. Nieletycy, Nielecice) — средневековое западнославянское племя, входившее в племенной союз лужицких сербов (одно из трёх крупных объединений полабских славян) наряду с далеминцами, сорбами, лужичанами, мильчанами, нишанами, сусельцами и другими племенами.
Во второй половине I тысячелетия племя нелетичей населяло земли в междуречье Зале (Сала, нем. Saale) и Мульды в их нижнем течении на территории современной Германии (федеральная земля Саксония). К северу от нелетичей находились земли жирмунтов, к северо-востоку за Мульдой — земли нижичей, к востоку — земли сусельцев, к югу от нелетичей размещалось племя худичей, к западу за рекой Заале находились области расселения германских племён. Нелетичи вместе с остальными славянскими племенами междуречья Эльбы и Заале относительно рано ещё до IX века вошли в союз сорбов.
В X веке племя нелетичей было завоёвано немцами, как и все остальные племена лужицкосербского союза, вследствие германизации славяне междуречья Заале и Мульды перешли на немецкий язык и восприняли немецкую культуру.